# 교바시역 (도쿄도)
교바시역(일본어: 京橋駅 교바시에키[*])은 도쿄도 주오구에 있는 철도역이다. "메이지야 앞"이라는 병기역명을 갖는다. 차내 안내 방송에서는 "다음은 교바시, 메이지야 앞"이라고 방송된다.

## 역 구조
섬식 승강장 1면 2선의 지하역. 지하 2층에 승강장이 있고 지하 1층 개찰에 연결되는 계단이 있으며, 엘리베이터와 에스컬레이터는 설치되지 않았다.

### 승강장
| 1 | 긴자 선 | 긴자・아카사카미쓰케・시부야 방면 |
| 2 | 긴자 선 | 우에노・아사쿠사 방면             |

## 역세권 정보
- 도영 지하철 아사쿠사 선 다카라초 역
- 도쿄역 야에스구치
- 국도 제15호선
- 제일생명보험
- 아사히 맥주 본점
- 경찰박물관
- 호텔 세이요 긴자
- 메이지 제과 본사
- 브리지스톤 미술관
- 메이지야
- 야에스 북센터

## 역사
- 1932년 12월 24일: 영업 개시.

## 인접역
| 도쿄 메트로 3호선    | 도쿄 메트로 3호선 | 도쿄 메트로 3호선          |
| -------------------- | ----------------- | -------------------------- |
| G09 긴자 시부야 방면 | 긴자 선           | G11 니혼바시 아사쿠사 방면 |